# گوی و پتک

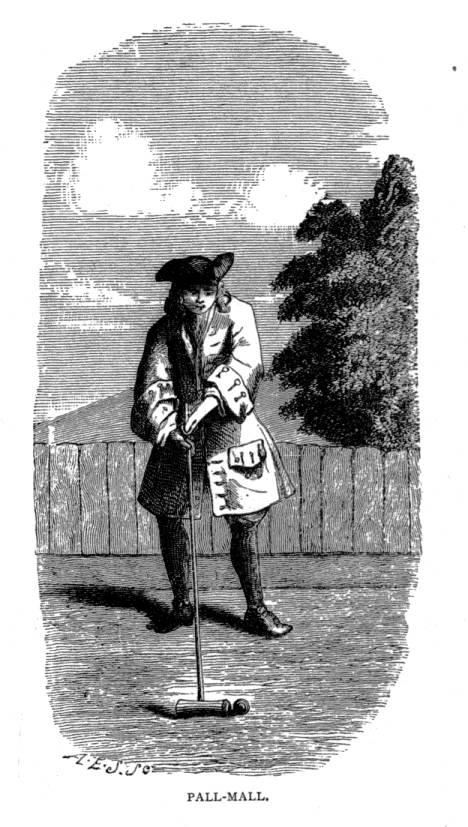
بازی گوی و پتک.

گوی و پُتک (در زبان‌های اروپایی: Paille-maille یا pall mall) گونه‌ای بازی بر روی چمن است که بیشتر در سده‌های ۱۶ و ۱۷ میلادی بازی می‌شد و سلف بازی کروکت (croquet) به شمار می‌آید.
در این بازی با پتکی چوبی و دسته‌دراز به توپی چوبی ضربه می‌زنند و می‌کوشند در مسیری نسبتاً باریک با کمترین ضربه‌ها این گوی را از میان دو ستونک بگذرانند.
این بازی در سدهٔ هفدهم میلادی (۱۶۷۴ م.) در انگلستان بازی رایجی بود و بیشتر در «پارک سنت جیمز» در لندن بازی می‌شد.
محلی که این بازی در آنجا انجام می‌شد به تدریج از سال ۱۷۴۷ م/۱۱۲۶ خ به نام the Mall خوانده شد. گرچه این بازی دیگر در این پارک انجام نمی‌شد اما آنجا را به صورت سرپوشیده درآوردند و مردم برای قدم زدن به آنجا می‌رفتند. سپس در سال ۱۹۶۳ میلادی این اصطلاح در زبان انگلیسی برای مرکزهای خرید سرپوشیده به کار رفت.
بازی مشابهی در نواحی غربی ایران و مناطق کردنشین کرمانجی‌زبان رایج بوده‌است که کاشو یا دوقِچــِک نام دارد.